# Marica Bodrožić
Marica Bodrožić, född 1973 i Svib, Kroatien (dåvarande Jugoslavien), är en tysk författare av essäer, romaner och dikter, dokumentärfilmare samt översättare och lärare i kreativt skrivande. 
Bodrožić flyttade till Tyskland vid tio års ålder. Hon mottog EU:s litteraturpris för Kirschholz und alte Gefühle (Ett bord av körsbärsträ) 2013. Romanen gavs ut 2012. Hon tilldelades Adelbert von Chamisso priset 2003.